# Alkenon

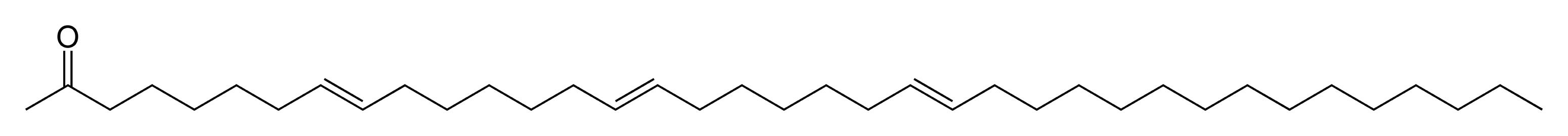
Egy 37:3 alkenon, a (8E,15E,22E-heptatriakonta-8,15,22-trién-2-on (C_{37}H_{68}O)

Az alkenonok igen ellenálló ketonok, melyeket több millió éve termelnek a Prymnesiophyceae fitoplanktonikus algái. Általában 35–41 szénatomosak és 2–4 kettős kötésük van. A biolipidek közt különlegesek, mivel ritkább E-konfigurációban lévő kettős kötéseik vannak, köztük 5 metiléncsoporttal. Biológiai szerepük vitatott, de valószínűleg energiatároló lipidek. Először a Walvis Ridge-i óceáni üledékekben írták le 1980-ban, majd ugyanez évben Gephyrocapsa huxleyi-tenyészetekben is. Először mintegy 120 millió évvel ezelőtt jelent meg az aptiban. Proxiként használják a tengerfelszín-hőmérséklet méréséhez.

## Fosszilizáció
Az alkenonok ellenállnak a diagenezisnek, és több mint 110 millió éves üledékekből is kinyerhetők.

## A múltbeli klíma indikátora
A biogeokémia területén klímaindikátorként használják a paleoklimatológián belül, mely minden földtörténeti korban az alkenontermelők megfelelő azonosítását igényli.
A kokkolitofórák (például a Gephyrocapsa huxleyi) alkenontermelésüket a hőmérséklet függvényében változtatják: magasabb hőmérsékleten több kétszeresen és kevesebb háromszorosan telítetlen alkenont termelnek.
A környezet hőmérséklete, melyben ezek kifejlődtek, megbecsülhető a tengeri üledékben megőrzött alkenonok relatív gyakoriságával ({\displaystyle C_{37}-C_{39}}). A 37 szénatomos alkenonok elsőként leírt telítetlenségi indexe ({\displaystyle U_{37}^{K}}) tartalmazta a négyszeresen telítetlen alkenont is:
{\displaystyle U_{37}^{K}={C_{37:2}-C_{37:4} \over {C_{37:2}+C_{37:3}+C_{37:4}}}}
Azonban gyakran a hasznosabb egyszerűsített telítetlenségi indexet használnak, mely csak a kétszeresen és háromszorosan telítetlen alkenonokat tartalmazza, és a következőképp számítható:
{\displaystyle U_{37}^{K'}={C_{37:2} \over {C_{37:2}+C_{37:3}}}}
A telítetlenségi index felhasználható ezenkívül a vízhőmérséklet becslésére az alábbi tapasztalati képlet szerint:
{\displaystyle T(\mathrm {^{\circ }C} )={U_{37}^{K'}-0{,}039 \over {0{,}034}}}
E módszer használható az újabb korokra, és például a második évezred klímájának tanulmányozására is használták.

### Enzimek
2018-ban Endo et al. azonosítottak egy fehérjét, az alkenon-deszaturáz 1-et Tisochrysis luteában, mely a kétszeresen telítetlen alkenont háromszorosan telítetlenné alakítja. Ennek túlexpressziója magas hőmérsékleten is lehetővé teszi a háromszorosan telítetlen alkenon keletkezését, amikor az endogén deszaturáció lényegében megállt, így az alkenontermelés hőmérsékletválaszairól adhat információt.

### Pontatlanságok
Egyes tengeri aerob baktériumok képesek az alkenonok lebontására, amely pontatlanná teheti az ezeken alapuló méréseket, és akár 3 K-nel is növelheti a becslést.

## Fordítás
- Ez a szócikk részben vagy egészben  az   Alcénone című francia Wikipédia-szócikk ezen változatának fordításán alapul.  Az eredeti cikk szerkesztőit annak laptörténete sorolja fel. Ez a jelzés csupán a megfogalmazás eredetét és a szerzői jogokat jelzi, nem szolgál a cikkben szereplő információk forrásmegjelöléseként.
- Ez a szócikk részben vagy egészben  az   Alkenone című angol Wikipédia-szócikk ezen változatának fordításán alapul.  Az eredeti cikk szerkesztőit annak laptörténete sorolja fel. Ez a jelzés csupán a megfogalmazás eredetét és a szerzői jogokat jelzi, nem szolgál a cikkben szereplő információk forrásmegjelöléseként.